# Ема Хийли
Ема Хийли (на английски: Emma Healey) е английска писателка. Дебютният ѝ роман „Елизабет е изчезнала“ печели награда „Коста“ за най-добър дебют през 2014 година.

## Биография и творчество
Родена е в Лондон. Учи една година в колеж по изкуствата „Свети Мартин“, след което завършва бакалавърска степен по книговезане в Лондонския колеж по комуникации. Дипломира се с магистърска степен в областта на литературата от Университетът на Източна Англия през 2011 г.

### „Елизабет е изчезнала“
През 2008 г., след като едната ѝ баба умира, а другата започва бавно да се влошава, Хийли започва да се интересува по-дълбоко от проблема на деменцията. Това полага основите и на първия ѝ роман. Романът „Елизабет е изчезнала“ е публикуван през 2014 г. и бързо печели симпатиите както на критици, така и на читатели. През същата година романът печели награда „Costa“ за най-добър дебют.